# Forbes 400
Forbes 400 è un elenco pubblicato a partire dal 1982 dalla rivista Forbes e riguardante i 400 più ricchi residenti americani, classificati in base al proprio patrimonio netto. La classifica è stata avviata da Malcolm Forbes nel 1982 ed è pubblicata ogni anno verso settembre. 
Nell'aprile 2018, un ex reporter di Forbes ha affermato che Donald Trump aveva gonfiato la sua effettiva ricchezza per essere incluso nell'elenco di Forbes 400.
Nella prima lista di Forbes 400 datata 1982 c'erano solo 13 miliardari. Il patrimonio di chi era incluso nella lista del 1982 rappresentava il 2,8% del prodotto interno lordo degli Stati Uniti. Lo stato di New York ha avuto il maggior numero di rappresentanti sulla lista con 77 membri seguiti dalla California con 48.